# دون بوسكو ليفورنو
دون بوسكو ليفورنو (بالإيطالية: Basket Livorno)‏ هو فريق كرة سلة إيطالي تأسس في سنة 1996 يقع في ليفورنو، توسكانا، إيطاليا. لعب في ليغا باسكيت الدرجة الأولى.

## أبرز اللاعبين
من أبرز اللاعبين الذين لعبوا معه:
- أنطونيو بورتا
- لوكا غاري
- دانتي كالابريا

## وصلات خارجية
- الموقع الرسمي